# Hedydipna collaris
Hedydipna collaris е вид птица от семейство Nectariniidae.